# Jos Gemmeke
Brunita Josepha "Jos" Gemmeke (också känd som Josje Mulder och Jos Mulder-Gemmeke), född 3 juni 1922 i Amsterdam, död 20 december 2010, var medlem i Nederländska motståndsrörelsen.
Under andra världskriget i Haag började Gemmeke sitt motståndsarbete genom att sprida den illegala tidningen Je Maintiendrai, som Jos Gemmeke och
Cock van Paaschen hade grundat tillsammans. Tidningen trycktes i det så kallade fredspalatset i  Haag. Senare arbetade hon som spion och sambandsofficer, varvid hon ett flertal gånger transporterade radiosändare och annat material från England till motståndsgrupper i Nederländerna. 22 juli 1955 blev hon utnämnd till Riddare i den militära Willemsorden för sitt motståndsarbete. Hon var tillsammans med Wilhelmina der Nederlanden (Drottning Wilhelmina) den enda kvinna som någonsin fick denna tilldelning. Joop Mulder och Jos Gemmeke-Mulder var det enda gifta par där båda parter var riddare i den militära Willemsorden. Hon var också ordförande i föreningen för riddarna i orden.
Den 23 oktober 1944 cyklade Gemmeke över fiendens gräns till Bryssel för att lämna mikrofilmer till Prins Bernhards högkvarter på uppdrag av Bureau Bijzondere opdrachten, den nederländska spiontjänsten i London. Det var på grund av att hon lyckades med denna bedrift som hon senare fick Willemsorden. Filmerna var gömda i en puderdosa och i axelvaddarna. För att komma till Bryssel var hon tvungen att korsa floderna. Först cyklade hon till Rotterdam och Gorinchem där hon tänkte ta färjan. Den visade sig vara bevakad av tyskarna. På Ursulakliniken i Wassenaar hade en vän som var läkare lärt henne hur hon skulle fejka tics i ansiktet, något som kom väl till pass vid färjan. Hon hade ett intyg för att få lov att åka till Den Bosch för ett familjebesök som en bevakare ansåg vara ogiltigt, men då lät hon en annan bevakare tro att hon var nära ett nervsammanbrott. Han ville låta henne passera men då måste hon prata med kaptenen. När hennes väska genomsöktes hittades brev som verkade misstänkta och hon greps. Det blev vaktavlösning och den nya kaptenen läste breven, fann inget misstänkt i dem, varnade henne för hennes obetänksamhet och släppte henne fri. Hon cyklade i riktning mot Heusden. Det körde många tyskar över vallen i båda riktningar och sex gånger sköts det på dem från engelska jagare. Längs vägen mötte hon skadade tyska militärer som försökte ta sig tillbaka från fronten. I Heusden måste hon över bron över Maas. Hon greps av tyskarna och sa att hon var på väg till sin pojkvän. Precis i samma ögonblick kom det fyra jagare och de blev beskjutna. Tyskarna tog betäckning och hon utnyttjade tillfället att ta sig över bron. För detta agerande fick hon 1950 den Militära Willemsorden. Från Bryssel tog hon sig sedan till England, eftersom det var enda sättet att så snabbt som möjligt ta sig tillbaka till Nederländerna.
Efter befrielsen ville hon så snabbt som möjligt återgå till sitt normala liv och bröt därför kontakten med alla kontakter från motståndsrörelsen. Hon gifte sig 1947 och fick en son och en dotter. 1961 träffade hon sin tredje man, flygvapenmilitär och krigsflygare Joop Mulder. Även han har fått den militära Willemsorden. Senare upptäckte hon att det var hans skvadron som besköt bron i Heusden 23 oktober 1944 när hon var på väg till Bryssel.